# LA Devotee
"LA Devotee" é uma canção gravada pela banda estadunidense Panic! at the Disco. Foi lançada pelas gravadoras Fueled by Ramen e Decaydance Records no dia 26 de novembro de 2015 como o segundo single promocional do quinto álbum de estúdio da banda, intitulado Death of a Bachelor.

## Antecedentes
"LA Devotee" foi escrita por White Sea, Jake Sinclair e Brendon Urie, vocalista da banda. A música é sobre alguém que se apaixona por Los Angeles e não vai parar por nada até viver e ser bem-sucedido na cidade.

## Videoclipe
O videoclipe de "LA Devotee" foi dirigido por SCANTRON e Mel Soria e lançado em 22 de setembro de 2016. Tem participação especial do ator Noah Schnapp, conhecido por interpretar Will Byers na série da Netflix Stranger Things